# Mika Tan

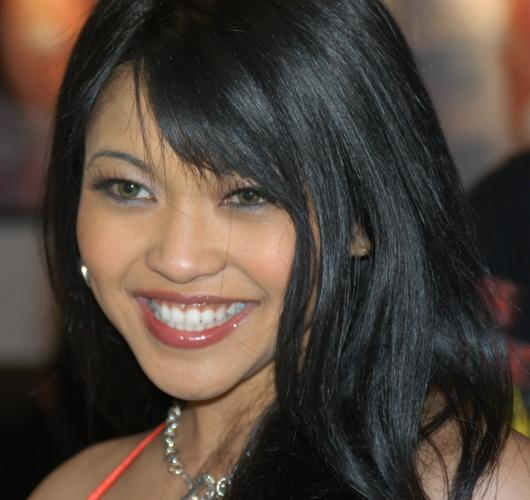
Mika Tan bei den AVN Awards 2005

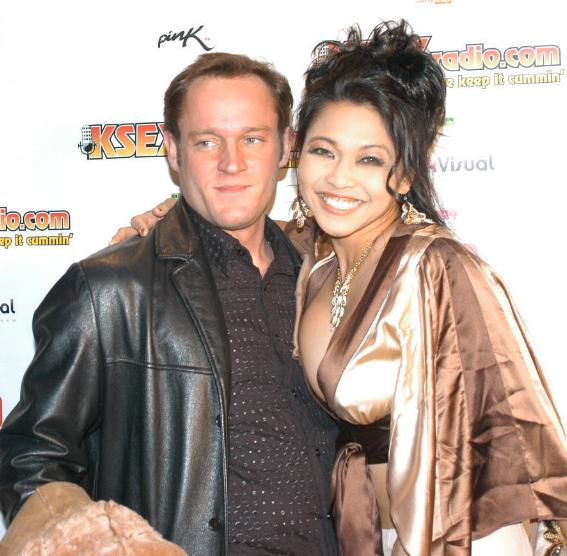
Tan mit ihrem damaligen Ehemann Alec Knight bei den KSEXradio Listener’s Choice Awards 2005

Mika Tan (auch Mika Okinawa; * 27. November 1977 als Saraswati Miyoko Kop Taetafa in Honolulu, Hawaii) ist ein US-amerikanisches Model und ehemalige Pornodarstellerin.

## Karriere
Mika Tan wurde 1977 in Honolulu geboren, ihr Vater war zu dieser Zeit auf Oʻahu stationiert. Er diente in der United States Navy. Es folgten Stationierungen auf Guam und San Diego. So kam es, dass sie im Pazifischen Raum aufwuchs. Ihre Großmutter besaß mehrere Massagesalons auf Guam und Hawaii.
Nach dem College studierte sie an der San Diego State University und erhielt einen Bachelor of Science in Biochemie. In ihrem letzten Collegejahr begann Tan eine Tätigkeit als Nacktmodell. 1997 kam sie erstmals in einem Pornofilm als Darstellerin zum Einsatz. Auf Wunsch ihres Ehemanns beschränkte sich Tan als Pornodarstellerin auf sogenannte Fetisch- und Girl-on-Girl-Szenen. Später entschied sich das Paar, gemeinsam in der Pornobranche tätig zu werden. Als sie jedoch Angebote für Rollen in Filmen, in welchen sie mit männlichen Darstellern zum Einsatz hätte kommen sollen, erhielt, beschloss sie zeitweilig zu pausieren, um sich ihrem Eheleben zu widmen. In zweiter Ehe war sie mit dem Darsteller Alec Knight verheiratet, ist jedoch mittlerweile wieder geschieden.
2006 gründete sie zusammen mit ihrem Mann ihre eigene Produktionsfirma GenerAsianxxx Productions und versucht sich nun auch als Pornofilmproduzentin. Daneben arbeitet sie seit 2009 als Prostituierte im Edelbordell Moonlite BunnyRanch in Nevada.

## Filmografie (Auswahl)
- 2003 Ass Worship 5
- 2004: Big Wet Asses 4
- 2005: Women Seeking Women 17
- 2006: Chemistry
- 2009: Evil Anal 9
- 2009: Seasoned Players 9
- 2012: Official Hangover Parody

## Auszeichnungen
- 2006: XRCO Award Unsung Siren
- 2007: AVN Award – Underrated Starlet of the Year (Unrecognized Excellence)[1]
- 2009: Urban X Awards Hall of Fame[2]